# 首藩方岳坊
首藩方岳坊位于中国江苏省无锡市梁溪区南禅寺街道谈渡桥社区南长桥南堍，南长街598号、湾头上3号与5号之间，原是一座跨街武康石石坊，为褒奖浙江右布政使龚勉的政绩而敕建的两座牌坊之一，四柱两间，南北向，行人车马通行于坊下。今仅存两根坊柱。2003年，首藩方岳坊公布为第四批无锡市文物保护单位。